# مارتن ويلسون
مارتن ويلسون (بالإنجليزية: Martin Wilson)‏ (1973)؛ كاتب للأطفال وروائي أمريكي.